# 克拉科夫主教宮

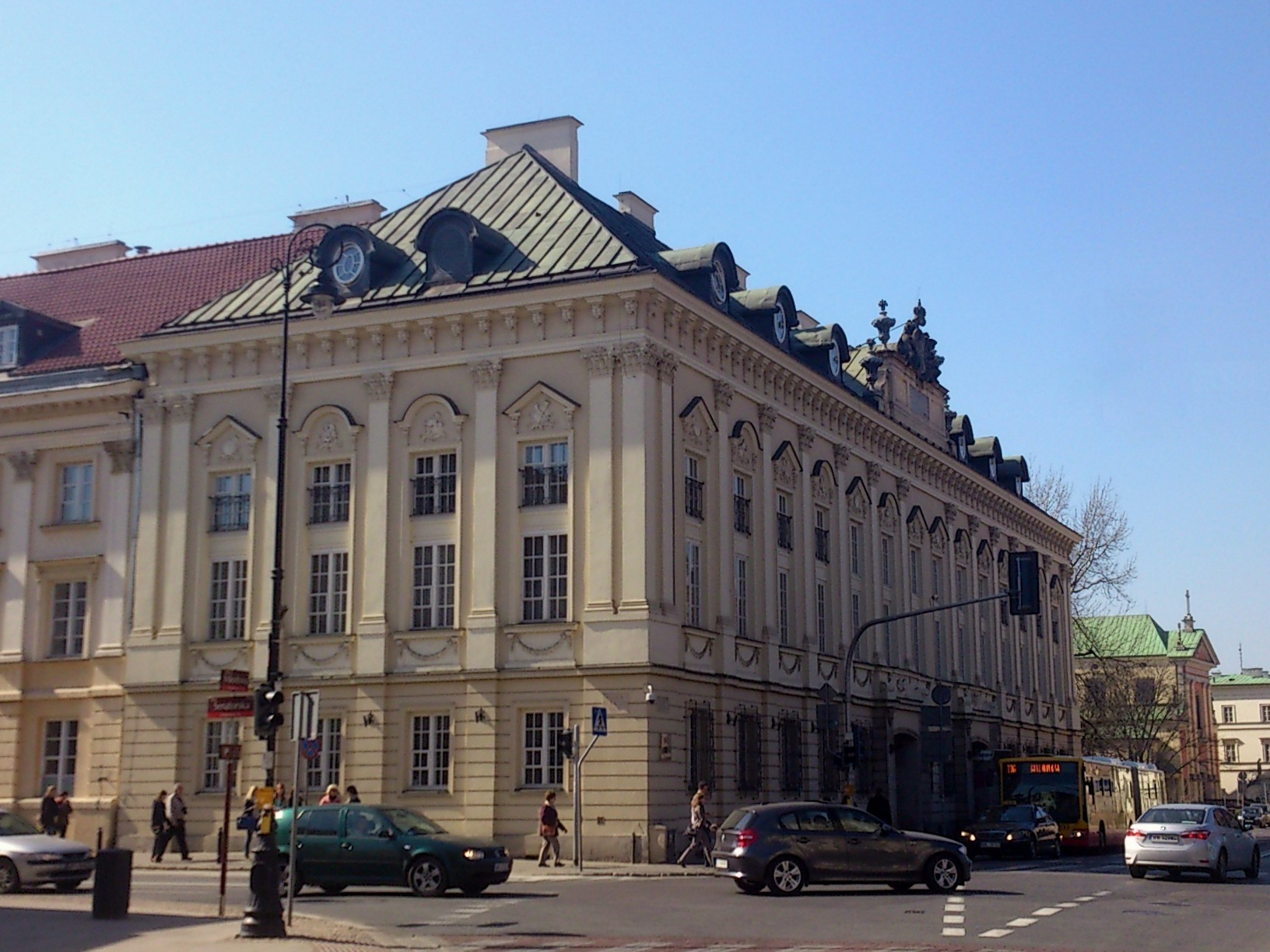
克拉科夫主教宮

克拉科夫主教宮（波蘭語：Pałac Biskupów Krakowskich w Warszawie）是波蘭首都華沙的一座宮殿建築，也是克拉科夫主教在華沙的住所，位於蜂蜜街5號。這座修建修建於1622年，並在1669年重建。18世紀中期，該建築又重建為巴洛克風格。二戰期間該建築被毀，但戰後得到重建。